# Thomas Jefferson Dryer
Thomas Jefferson Dryer (8 de enero de 1808 - 30 de marzo de 1879) fue un editor de periódicos y político estadounidense. Fue miembro de la Legislatura Territorial de Oregón en 1857, y es mejor recordado como el fundador de The Oregonian, un periódico influyente y perdurable en el estado estadounidense de Oregón.
También fue un alpinista comprometido y se le atribuye haber sido uno de los primeros en alcanzar la cima del Monte Santa Helena y quizás del Monte Hood.

## Biografía
Thomas Jefferson Dryer nació en 1808 en Nueva York y luego se mudó a San Francisco en busca de un lugar para establecer su propio periódico. Finalmente, se trasladó a Portland (Oregón), donde fundó y publicó The Weekly Oregonian.
Además de su carrera periodística, también tuvo una carrera política, sirviendo en la Legislatura Territorial y la Convención Constitucional de Oregón, y fue un partidario activo de Abraham Lincoln en las elecciones presidenciales de 1860.
Dryer fue también un gran bebedor, lo que le atrajo críticas públicas. Perdió la propiedad de The Oregonian por no poder pagar a Henry Lewis Pittock, quien había hipotecado la publicación por los salarios atrasados impagos. Se le atribuye ser parte del primer ascenso documentado del Monte Santa Helena en 1853 y, posiblemente, también del Monte Hood en 1854.
Murió en 1879 y fue enterrado en el cementerio Lone Fir en Portland.